# Casiodoro
Casiodoro (en latín: Magnus Aurelius Cassiodorus Senator) (Squillace, Catanzaro, c. 485-Squillace, 580) fue un político y escritor latino, fundador del monasterio de Vivarium. La vida de Casiodoro, considerado siervo de Dios, se articula, esencialmente, en torno a dos períodos separados por la conversión que le indujo a abandonar la vida pública.

## Vida

### Antes de su conversión
Casiodoro era descendiente de una familia de origen sirio, de donde procedería el nombre de Κασσιόδωρος, instalada, tras varias generaciones, en Squillace (Scyllacem), en Calabria. La familia de los Cassiodori ya desempeñó un importante cometido político después de su llegada a Italia: el bisabuelo de Casiodoro sirvió en la flota de Valentiniano III, repeliendo a los vándalos cuando intentaron desembarcar en Calabria y Sicilia hacia 420. Su abuelo formó parte de la delegación enviada por Atila en 452; su padre fue comes sacrarum largitionum de Odoacro y fue nombrado, en 495, corrector Lucaniae et Bruttiorum por Teodorico el Grande, y accedió en 503 a la praefectura praetoriana.
Casiodoro estaba predestinado, por tanto, a ejercer una carrera política de primer orden, incluso su nombre, Magnus Aurelius Cassiodorus Senator, nombre que él se dio a sí mismo en la suscripción de las Variae en 538, da testimonio de su pertenencia a la aristocracia de la época: Aurelius significa la alianza de Casiodoro con un miembro eminente de la gens Aurelia Symmaque, suegro de Boecio, y el apellido Senator hace relación a su cargo de senador y al final de su vida, Casiodoro solo firmará como Cassiodorus Senator.
Aunque no se tiene constancia de los estudios que realizó, cabe deducir, por sus obras posteriores, que profundizó en el aprendizaje de las artes liberales y, especialmente, en la gramática. Casiodoro comenzó su carrera política en la corte de Rávena en 503, ejerciendo como consejero (consiliarius) de su padre y se apuntó en el cursus honorum. Se hace aquí una pequeña reseña de la carrera política de Casiodoro:
- Consiliarius praefecti (503-506): Casiodoro fue consejero de su padre, prefecto del pretorio. Su cargo (una especie de precuestura) le vino dado por la recitación de un elogio de Teodorico el Grande (Ordo generis).

- Quaestor sacri palatii (506-511): Las actas de este cargo de canciller están conservadas en los volúmenes I a IV de las Variae.

- Cónsul ordinarius (514): Se trataba solo de un título honorífico. Aunque algunos suponen que habría sido nombrado después, tal como lo fueron su bisabuelo y su padre: corrector Lucaniae y Bruttiorum, no existe ningún documento que permita confirmar esta hipótesis.

- Magister officiorum (523-527): Parece ser que Casiodoro sustituyó en este cargo a Boecio, arrestado en 523 y ejecutado en 524. Este hecho arroja una sombra de duda sobre su carrera política. Casiodoro daba la imagen de un funcionario diligente, oportunista, que sucedió a un Boecio que se presentó en la Consolation de Philosophie como un defensor de los débiles. Casiodoro se convirtió en el amigo íntimo y consejero de Teodorico, conservando su poder incluso tras la muerte de este y bajo la regencia de su hija Amalasunta. En 527, Casiodoro desapareció provisionalmente de la escena política y se retiró, quizá, a sus tierras de Squillace, retomando el gobierno de la Lucania y del Bruttium.

- Praefectus praetorio (533-538): Casiodoro conservó su cargo pese a los muchos y confusos acontecimientos que se sucedieron en este período: muerte del joven Atalarico, hijo de Amalasunta en 534, división del trono ente la regente Amalasunta y su adversario Teodato en 534-535, asesinato de Amalasunta el 30 de abril de 535. Advenimiento de Vitiges, matrimonio forzado de la nieta de Teodorico, Matasunta, con el usurpador en 536. En 537, Belisario tomó Roma y puso sitio a Rávena hasta que la conquistó en 540, lo que provocó el exilio de Vitiges, Matasunta y sus fieles a Constantinopla; pero Casiodoro fue oportunamente apartado de su cargo en 538.

- Patricius (538): Probablemente Casiodoro obtuvo este título después de su destitución de la prefectura del pretorio, pero mantuvo, no obstante, unas excelentes relaciones con la corte de Rávena.

### Conversión y retiro

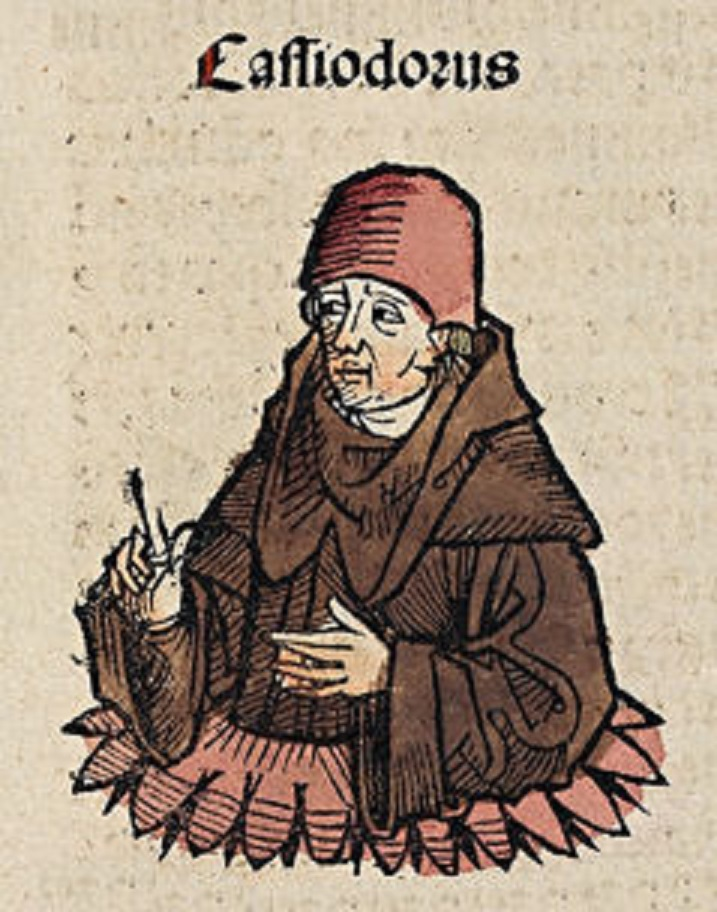
Miniatura de Casiodoro en Las Crónicas de Núremberg.

Como la mayor parte de los políticos de la época, Casiodoro era cristiano. En términos generales la política de los arrianos a los que servía era tolerante con los "nicenos". Pero, en los comienzos de su carrera, Casiodoro no parecía sentir demasiado interés por las cuestiones religiosas.
El cambio que experimentó se produjo durante la prefectura del pretorio de Casiodoro en 533. Casiodoro, a través de sus escritos, hace saber que practicaba la lectio divina para mantenerse en sus principios; tenía unas buenas relaciones con el papa Juan II e intervino junto a él en favor de los monjes escitas en el 534, y mantuvo una relación más estrecha con el sucesor de Juan II, el papa Agapito I, con el que proyectó en 535 la fundación de una escuela de teología en Roma, aunque la toma de Roma por parte de Belisario en 536 retrasó este proyecto.
El momento crucial en la conversión de Casiodoro se originó a causa de la redacción de su tratado De Anima en 538 y, significativamente, por sus comentarios sobre los salmos: Exposition psalmorum que escribió posiblemente durante su estancia en Constantinopla, donde tuvo que refugiarse tras la toma de Rávena por Belisario en 540.
El hecho más trascendental de este período de retiro de Casiodoro es, sin duda alguna, la fundación del monasterio de Vivarium. La fecha de su fundación no se conoce con certeza: unos opinan que se remonta al 540, pero eso no resulta muy verosímil, ya que Casiodoro no tuvo tiempo de fundar el monasterio antes de su marcha a Constantinopla, y no volvió a Calabria hasta el 13 de agosto 555, cuando la Pragmática Sanción de Justiniano autorizó a los emigrados italianos a regresar a su país. Por consiguiente, sería en esa época cuando Casiodoro fundaría el monasterio, en sus tierras familiares de Squillace. De todos modos, es posible que pudiera haber fundado el Vivarium durante el tiempo en el que fue prefecto del pretorio, alrededor de 535, y que regresara a su país mucho más tarde, en 555. 
El monasterio de Vivarium debe su nombre a la dársena de pescadores que Casiodoro habría hecho acondicionar al pie del monasterio, situado en una colina. La iglesia del monasterio está dedicada a san Martín y, aledaña al monasterio, está la colina de Mons Castellum, dedicada a los eremitas, nombre que Casiodoro dio en las Institutiones describiendo el lugar: De positione monasterii Vivarensis siue Castellensis (Inst. Div. 1,29). Casiodoro describió el monasterio de Vivarium utilizando el topos de locus amoenus (Variae 12, 15; Exposotio psalm. 103, 17; Inst. 1,29). El monasterio de Vivarum constituye una especie de ciudad en la cual los ciues religiosi no tendrán que preocuparse de su subsistencia material, debiéndose consagrar a los oficios litúrgicos, al ejercicio de las artes y, sobre todo, a la copia y corrección de libros: Vivarium tiene que ser un centro de primordial importancia para la transmisión de numerosos textos, tanto bíblicos, como litúrgicos o paganos.
Casiodoro se retiró al Vivarium, consagrando su prolongado retiro a su obra literaria: Instituciones, Exposition epistulae ad Romanos, liber memorialis o liber titulorum, Complexiones apostolorum, De orthographia'', que escribió a los 90 años.
No se conoce con exactitud la fecha del fallecimiento de Casiodoro, después de la redacción de su tratado De Orthographia, escrito a los 93 años. Continuó corrigiendo su obras anteriores, especialmente las Instituciones, pero teniendo en cuenta que su obra literaria se terminó con Iam tempus est ut totius operis nostri conclusionem facere debeamus, en el prefacio para De Orthographia, puede situarse la fecha de su muerte hacia 580.

## Obra
Estas son algunas de las obras de Casiodoro:
- Laudes (panegíricos reales): compuestos por Casiodoro desde 506.
- Chronica: lista consular, destinada a Eutharico, yerno de Teodorico, presunto heredero muerto en 519.
- Historia Gothorum: obra recogida en doce libros, compuesta por encargo de Teodorico. De esta obra, actualmente perdida, se conserva el resumen de Jordanès (De origine actibusque Getarum).
- Variae: recopilación de 468 cartas y formularios oficiales en doce libros, contienen las actas redactadas por Casiodoro como administrador: l. I-IV, como maestro de oficios: l. V y VIII-IX, y como prefecto del pretorio: l. X-XII; los libros VI y VII contienen las fórmulas de promoción o de decretos redactadas por Casiodoro. Casiodoro se limitó a transcribir, en esta recopilación, solo aquellas actas que pudo encontrar, lo que le permitió eludir lo que afectaba a su honor, entre otros todo aquello que trataba del arresto de Boecio sucedido en 523.
- Ordo generis Cassiodororum: lista de los escritores y eruditos de la familia, escrita de manera aleatoria y, sin duda, resumida.
- Liber de anima: tratado sobre el alma basado en las Escrituras y en los textos filosóficos citados por Claudien Mamertino en su De statu animae; el liber de anima, escrito probablemente en 538 señala el comienzo de la conversión de Casiodoro.
- Exposition psalmorum: proyecto concebido e iniciado en Rávena en 538, es la obra más considerable de Casiodoro, que consiste en un comentario gramatical, literario, ascético y teológico acerca de los Salmos. Esta obra está inspirada en las Enarrationes de San Agustín. Fue revisada por el propio Casiodoro durante su retiro en Vivarium.
- Institutiones divinarum et saecularium litterarum: es la obra más conocida de Casiodoro, escrita expresamente para los monjes de Vivarium (introducción a las Escrituras y a las artes liberales). Es posterior a la estancia de Casiodoro en Constantinopla. El primer libro de las Institutiones se subtitula Institutiones divinarum litterarum (basado en las Escrituras) y el segundo Institutiones saecularium litterarum (dedicado a las artes liberales). Casiodoro revisó estos textos en sus últimos años, y era ya muy viejo cuando escribió el codex archetypus,
- Expositio Epistulae ad Romanos: remodelación del comentario de Pelagio sobre las trece epístolas paulinas.
- Codex de grammatica
- Liber memorialis ou liber titulorum
- Complexiones apostolorum
- De Orthographia: compilación de extractos de Cornutus, Velius Longus, Curtius Valerianus, Papirianus, Adamantius Martyrius, Eutyches, Caesellius y Priscien.
- Historia ecclesiastica o  Historia tripartita.
- Antiquitatum Iudaicarum libri XXII: traducción de Flavio Josefo, que tuvo una gran influencia en la Edad Media.
- Adumbrationes in Epistulas canonicas: extractos traducidos y purgados de las Hypotyposes de Clemente de Alejandría.
- Commenta Librorum Regum.
- Commentaire de Saint Jérôme «in propria IV evangeliorum».
- Recueils canoniques.
- Recueils hagiographiques.
- Florilèges dogmatiques.
- Psalterium archetypum: un manuscrito que contiene todos los Salmos, puntuado por el propio Casiodoro.
- Codex grandior, obra realizada a partir de unos manuscritos que pasaban por ser autógrafos de san Jerónimo; esta recopilación fue, sin duda, el origen del texto de la Vulgata en el Codex Amiatinus, que es el manuscrito en el que se basa nuestra Vulgata actual.
- un Traité de l'âme, traducido al francés por Amaury Bouchard
- cuatro tomos de las Artes liberales, intit. De institutione divinarum litterarum (aritmética, astronomía, geometría, música))
- los tratados del Discours, de l'Orthographe, 12 libros de Lettres, de los Commentaires sobre los Salmos, etc. Casiodoro había escrito una Histoire des Gothis, de la que solo queda un extracto hecho por Jordanes; y se le atribuye una Histoire tripartite, abreviada de Sócrates, Sozomeno y Teodoreto de Ciro de la que su verdadero autor fue Epiphane le Scolastique. La edición más apreciada de todas sus obras es la de dom Garet, 2 vol. in-fol., Ruan, 1679, y de Venecia, 1729. Denis Sainte-Marthe escribió su Vie. M. Alexandre Olleris, conservador de los libros latinos, publicó en 1841 una tesis sobre Casiodoro.